# Theope kingi
Theope kingi is een vlindersoort uit de familie van de prachtvlinders (Riodinidae), onderfamilie Riodininae.
Theope kingi werd in 1996 beschreven door Hall, J & Willmott.